# John McCreary Fabian
John McCreary Fabian dr. (Baytown, Texas, 1939. január 28.–) amerikai gépészmérnök, a légierő tisztje, űrhajós, ezredes.

## Életpálya
1962-ben a Washingtoni Állami Egyetemen gépészmérnöki oklevelet szerzett. 1964-ben repülőgépmérnökként az Air Force Institute of Technology keretében doktorált. Több katonai bázison repülőgépmérnökként szolgálta a műszaki egységben. A Williams Air Force légibázison repülőgép vezetői jogosítványt kapott. Öt éven keresztül a KC–135   másodpilótája, a légi jármű parancsnoka, valamint oktató pilóta. Délkelet-Ázsiában 90 harci bevetésben vett részt. 1974-ben az University of Washingtonban megvédte doktorátusát, egyetemi adjunktus. Több mint 4000 órát (repülő/űrrepülő) töltött a levegőben.
1978. január 16-tól a Lyndon B. Johnson Űrközpontban részesült űrhajóskiképzésben. Külön képzést kapott a kanadai Canadarm (SRM) manipulátor (műholdak indítása/elfogása, külső munkák [kutatás, szerelések], hővédőpajzs külső ellenőrzése) kezeléséből.
Két űrszolgálata alatt összesen 13 napot, 4 órát és 2 percet (316 óra) töltött a világűrben. Űrhajós pályafutását 1985. december 31-én fejezte be. 1986. január 1-től az USAF vezérkari főnökének – terv és műveletek – helyettese lett. 1987 júniusától csatlakozott az Analytic Services Inc.hez (nonprofit repülőgép közszolgálati kutatóintézet), ahol elnök-vezérigazgatóként 1998-ban ment nyugdíjba.

## Űrrepülések
- STS–7, a Challenger űrrepülőgép 2. repülésének küldetés specialistája. Legfőbb feladata az Anik C–2, az Palapa–B–1 valamint az SPAS–01 műholdak pályairányba helyezése a Canadarm kezelésével. 40 órás üzemidő után a Canadarm segítségével elfogta a SPAS–01-et, amit visszahoztak a Földre. Az első űrhajós aki telepített, majd a robotkar segítségével elfogott egy műholdat. Első űrszolgálata alatt összesen 6 napot, 2 órát és 23 percet (147 óra) töltött a világűrben.
- STS–51–G, a Discovery űrrepülőgép ötödik repülésének küldetés specialistája. A küldetés során a legénység pályairányba állított három kommunikációs műholdat – a mexikói Morelos-t, az Arab Liga Arabsat-ot, valamint az amerikai AT & T Telstar-t. Következett a Spartan–1 műhold, amit a robotkar segítségével később visszanyertek és vizsgálati céllal a Földre szállítottak. Második űrszolgálata alatt összesen 7 napot, 1 órát és 39 percet (170 óra) töltött a világűrben.